# Cyanositta
Ne pas confondre avec Cyanocitta, genre de geais parfois cacographié en « Cyanositta ».
Cet article court présente un sujet plus développé dans : Sittelle veloutée et « Taxinomie et systématique », sur l'article Sitta.
Genre
Cyanositta est un genre d'oiseaux obsolète, autrefois utilisé pour classer plusieurs sittelles d'Asie du Sud-Est. Il est créé par l'ornithologue russe Sergei Aleksandrovich Buturlin en 1916 pour « Dendrophila corallipes », la sous-espèce corallipes de la Sittelle veloutée (S. frontalis). Il place ce genre dans la sous-famille des Cyanosittinae, aux côtés du genre Poecilositta Buturlin, 1916, comptant la Sittelle bleue (S. azurea) et créé en remplacement de Dendrophila Swainson, 1837 à la disponibilité disputée par Dendrophila Hodgson, 1837, synonyme de Arborophila Hodgson, 1837. Ce nom tombe ensuite en désuétude et est synonymisé avec Sitta, regroupant généralement toutes les espèces de sittelles, encore que l'ornithologue Edward C. Dickinson ait proposé en 2006 d'éclater le genre pour ces divers groupes d'espèces très colorées du Sud-Est asiatique.